# Comissió fallera
Una comissió fallera és una associació de persones que s'unix amb l'objectiu de plantar una falla.
En el cas de la majoria d'entitats censades en Junta Central Fallera tenen un nom que normalment coincidix amb l'encreuament de carrers on es planta el cadafal faller, per exemple la falla Almirall Cadarso-Comte Altea es troba on els carrers de l'Almirall Cadarso i del Comte Altea es creuen. Tenen també un emblema que sol reproduir trets característics de l'imaginari valencià, la senyera valenciana el rat-penat, la barraca o el foc i el llorer.
Algunes comissions també tenen himne propi.

## Organització
Les comissions falleres solen tenir uns estatuts aprovats per la majoria dels fallers i s'organitzen al voltant d'una Junta Directiva formada pel President i quants fallers més establisquen els estauts. De manera general hi han delegats que s'encarreguen de cadascuna de les diferents àrees; esports, dona, infantils, festejos, tresoreria. Les juntes se solen reunir una vegada per setmana i tracten diversos temes que repercutixen en l'organització de l'associació, la presentació, l'organització de la setmana fallera, la tria de la Fallera Major, etc. Hi ha juntes generals on poden participar tots els fallers.

## Actes
Les comissions falleres organitzen la gran majoria dels actes que es fan durant l'any faller. Des de mitjans d'octubre a febrer tenen llocs esdeveniments com la presentació d'esbossos, la presentació de la Fallera Major i de la Fallera Major infantil. Es fan berenars per als xiquets i sopars per als majors que es fan de manera general el mateix dia de la junta general. A més a més moltes vegades durant l'any se celebren altres esdeveniments com ara Sant Joan, Halloween, Carnavals, el Nadal o el Dia de Reis.
Les comissions falleres solen contribuir, si no organitzar, a la il·luminació artística durant el Nadal i il·luminen els carrers durant les festes falleres.

## Criticismes
Alguns veïns que tenen pròxim un casal faller es queixen que les comissions fan molt de soroll durant l'any i que es deurien limitar a fer festa només durant la setmana fallera. Això ha motivat que alguns veïns de casals fallers hagen denunciat estos demanant-ne, fins i tot, la seua closa.